# Skăt
Skăt (bulharsky Скът, latinsky Scitus) je řeka v severozápadním Bulharsku. S délkou 134 km je 18. nejdelší bulharskou řekou. Protéká Předbalkánem a Dolnodunajskou nížinou ve Vracké oblasti, obštinami Vraca, Borovan, Bjala Slatina a Mizija. Vlévá se do řeky Ogosta z pravé strany a je jejím největším přítokem.
Díky úzkému korytu řeky a rozsáhlému povodí je Skăt jednou z nejnebezpečnějších řek v Bulharsku. V posledních desetiletích způsobil velké povodně a desítky úmrtí. Povodeň s nejhoršími následky proběhla v roce 2014, kdy doslova vyplavila město Mizija.

## Průběh toku
Skăt pramení v lokalitě Rečka v nadmořské výšce 556 m, severně od Maňaškého vrăchu, nejvyššího bodu horského hřbetu Veslec (781 m). Na začátku teče na východ a za vsí Gorno Peštene se stáčí na sever. Krátkou soutěskou obtéká ze západu a později ze severu vrch Borovanska mogila (420 m) a za ní vstupuje do Dolnodunajské nížiny. Tou pokračuje ve strmějším spádu na východ v širokém asymetrickém údolí téměř až ke svému ústí. Za obcí Barkačevo se řeka stáčí na sever a za Bjalou Slatinou na severozápad. Od vesnice Altimir teče Skăt na sever ve velmi malém sklonu, a tak zde vzniklo mnoho meandrů. V této části je šířka toku od 5 do 10 m a dno je pokryto pískem. V minulosti se Skăt a Ogosta vlévaly do Dunaje odděleně, ale kvůli výstavbě jaderné elektrárny Kozloduj bylo koryto řeky Ogosta převedeno do koryta Skătu, čímž se stal jejím přítokem 3 km před ústím Dunaje v nadmořské výšce 29 m.

## Povodí
Povodí řeky je 1 074,1 km², což představuje 34% povodí Ogosty. Jeho hranice jsou následující:
- západ – povodí Ogosty
- sever – povodí drobných pravých přítoků Dunaje
- východ a jih – povodí řeky Iskăr

## Přítoky
Hlavní přítoky: (→ levý přítok, ← pravý přítok)
- ← Korene
- ← Reka
- ← Napoja
- ← řeka Eneva
- → Mramorčica
- ← Lalov dol
- ← Kamenitij Dol
- → Bărzina[p 1]
  - ← Sirakovska bara
- ← Knežni dol

## Vodní režim
Průměrný roční průtok na stanici Nivjanin je 0,86 m³/s. Maximum je na jaře, což je způsobeno táním sněhové pokrývky a jarními dešti. Řeka je vodnatá až do června kvůli dešťovému maximu od května do června. Údaje pro vnitřní roční rozložení odtoku řeky jsou za období 1950/1951 - 1982/1983.
|                            | I    | II    | III   | IV    | V     | VI    | VII  | VIII | IX   | X    | XI   | XII  | průměr |
| -------------------------- | ---- | ----- | ----- | ----- | ----- | ----- | ---- | ---- | ---- | ---- | ---- | ---- | ------ |
| průtok (m³/s)              | 0,72 | 1.31  | 2.02  | 1,36  | 1.51  | 1,07  | 0,38 | 0,24 | 0,35 | 0,40 | 0,31 | 0,70 | 0,86   |
| podíl na ročním objemu (%) | 6,90 | 12,60 | 19,50 | 13.10 | 14,60 | 10.30 | 3,70 | 2.30 | 3.40 | 3,80 | 3,00 | 6,80 |        |

Průměrný roční průtok poblíž města Mizija je mnohem vyšší a dosahuje 1,7 m³/s.

## Sídla
Podél toku se nachází 2 města a 15 vesnic:
- Obština Vraca - Gorno Peštene, Golemo Peštene, Malo Peštene a Ochoden
- Obština Borovan - Nivjanin
- Obština Bjala Slatina - Komarevo, Barkačevo, Popica, Bjala Slatina, Tărnava, Altimir a Galiče
- Obština Mizija - Lipnica, Krušovica, Vojvodovo, Mizija a Saraevo

## Hospodářský význam
Vody Skătu a jeho mnoha malých přítoků se využívají hlavně k zavlažování a za tímto účelem bylo v povodí vybudováno mnoho malých přehrad.
Podél toku řeky vedou následující komunikace:
- z vesnice Altimir k ústí řeky vede silnice druhé třídy č. 15 Vraca - Orjachovo v délce 23,8 km
- od města Bjala Slatina do vesnice Altimir vede podél levého břehu řeky silnice třetí třídy č. 133 Bjala Slatina - Vălčedrăm - Lom v délce 13,9 km
- od města Bjala Slatina po vesnici Barkačevo vede podél pravého břehu řeky silnice třetí třídy č. 134 Bjala Slatina - Gabare - Gorna Bešovica v délce 8,6 km

Z Bjalé Slatiny vedla k ústí řeky trať úzkorozchodné železnice Červen Brjag - Orjachovo, která je v terénu stále patrná.